# SENP5
La SENP5 (Sentrin-specific protease 5 o també anomenada Q96HI0) és un enzim, concretament una proteasa. Pertany a una família de cisteïna proteases característiques dels Homo sapiens anomenades SUMO-specific proteases (o isopeptidases SUMO). Aquesta família es divideix en tres subgrups diferents: la família Ulp/SENP (ubiquitin-like protease/sentrin-specific protease), la família Desi (deSUMOylating isopeptidase) i la família USPL1 (ubiquitin-specific peptidase-like protein 1).
L'activitat de les SENP es basa a catalitzar a les SUMO (proteïnes encarregades de modificar covalentment a altres proteïnes en el procés post-traduccional). La SENP5 s'encarrega concretament de catalizar la maduració de la SUMO3 i la desconjugació de la SUMO 2 (procés anomenat deSUMOylation), produint un tall en l'extrem C-terminal, el que produeix pèptids o aminoàcids lliures. Cal destacar també que és un enzim que pren un paper molt important en la divisió cel·lular, especialment en la citocinesi i en la mitosi.

## Estructura i composició
Està formada per 755 aminoàcids (aa). La seva estructura i composició és molt similar a la SENP3: comparteixen una seqüència i un substrat molt semblant. També és similar al domini catalític de les Ulp tenint entre un 20 a un 60% de semblança.
En l'extrem N-terminal és on es situa el domini catalític, que conté sobre 200 aminoàcids, destacant les histidines, especialment la H646, i cisteïnes, especialment la C713, localitzada en la tríada catàlica típica (Cys-His-Asp). Aquesta tríada està estabilitzada per una glutamina (Gln). El substrat accedeix al centre actiu a través d'un túnel, on els residus de Trp són essencials per a posicionar l'enllaç. A més l'enllaç scissile bond té forma cis per a millorar l'adherència al SUMO. D'altra banda, consta de regions amino terminals per a facilitar la unió del substrat.
També cal destacar que les seves lisines s'uneixen mitjançant enllaços isopeptídics per la presència del nitrogen com a nucleòfil.
Respecte a la seva estructura proteica cal mencionar que la seva conformació no és totalment clara, se sap que el seu nivell de plegament arriba a l'estructura terciària. Tot i així, podem assegurar que presenta els dominis alfa-hèlix com a cadenes sense estructura definida.
| Nom                         | Massa molecular | Estructura primària: seqüència d'aminoàcids | Tipus de molècula |
| --------------------------- | --------------- | --- | ----------------- |
| Sentrin-specific protease 5 | ≈ 86693 Da      | MKKQRKILWRKGIHLAFSEKWNTGFGGFKKFYFHQHLCILKAKLGRPVTWNRQGR KKALQIQKTWIKDEPLCAKTKFNVATQNVSTLSSKVKRKDAKHFISSSKTLLRLQAE KLLSSAKNSDHEYCREKNLLK AVTDFPSNSALGQANGHRPRTDPQPSDFPMKFN GESQSPGESGTIVVTLNNHKRKGFCYGCCQG PEHHRNGGPLIPKKFQLNQHRRIK LSPLMMYEKLSMIRFRYRILRSQHFRTKSKVCKLRKAQRSWVQKVTGDHQETRREN GEGGSCSPFPSPEPKDPSCRHQPYFPDMDSSAVVKGTNSHVPDCHTKGSSFLGKE LSLDEAFPDQQNGSATNAWDQSSCSSPKWECTELIHDIPLPEHRSNTMFISETEREI MTLGQENQTSSVSDDRVKLSVSGADTSVSSDGPVSQKAVQNENSYQMEEDGSLKQ SILSSELLDHPYCKSPLEAPLVCSGLKLENQVGGGKNSQKASPVDDEQLSVCLSGFL DEVMKKYGSLVPLSEKEVLGRLKDVENEDFSNRKPFINREITNYRARHQKCNFRIFY NKHMLDMDDLATLDGQNWLNDQVINMYGELIMDAVPDKVHFFNSFFHRQLVTKGYN GVKRWTKKVDLFKKVDLFKKSLLLIPIHLEVHWSLITCTLSNRIISFYDSQGIHFKFCVE NIRKYLLTEAREKNRPEFLQGWQTAVTKCIPQQKNDSDCGVFVLQYCKCLALEQPFQ FSQEDMPRVRKRIYKELCECRLMD | cisteína proteasa |

## Localització
Les diferents isopeptidases SUMO tenen distribucions subcel·lulars característiques que estan codificades entre els aminoàcids 1 i 168, la qual cosa sembla ser una manera de restringir la seva activitat a un conjunt específic de substrats. Els membres de la família Ulp /SENP es concentren predominantment en diferents regions subnuclears. L'extrem N-terminal de la SENP5 conté un tram d'aminoàcids responsables de la seva localització nucleolar.
No es pot concretar la localització de la SENP5, perquè depèn de la fase de divisió cel·lular, però normalment tant la SENP3 com la SENP5 es troben en el nuclèol, on actuen sobre proteïnes que participen en els primers passos de la maduració dels ribosomes. Una part de les SENP3 i SENP5 també resideix en el nucleoplasma i el citoplasma. D'altra banda, en la transició G2/M, abans de la ruptura de l'embolcall nuclear, la SENP5 migra cap als mitocondris, concretament a la superfície mitocondrial. Això provoca que augmenti la concentració de DRP1, una proteïna relacionada amb l'increment de divisió mitocondrial.

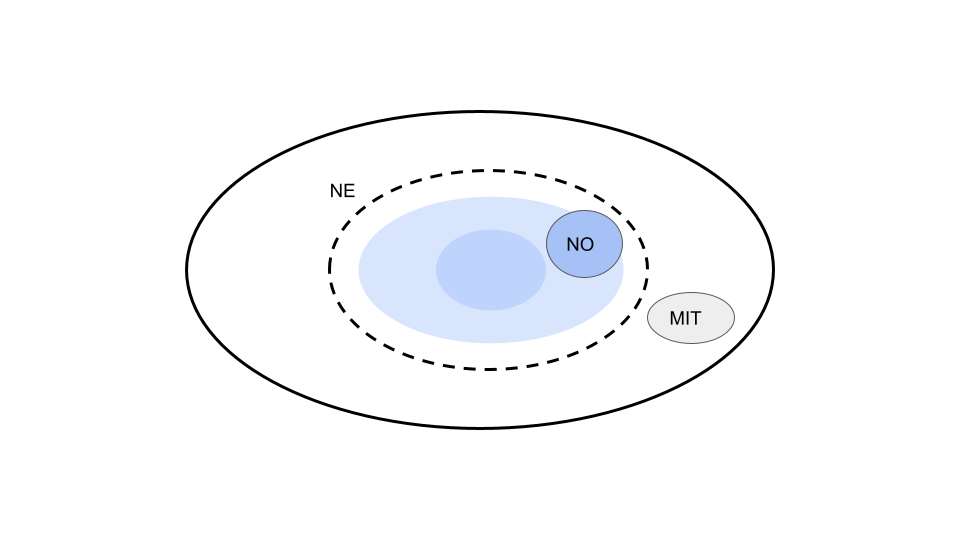
Representació esquemàtica de la distribució subcel·lular de la isopeptidasa específica de SUMO SENP5. La distribució subcel·lular predominant de la SENP5 està indicada pel color blau. Mit, mitocondri; NE, embolcall nuclear; No, nucleolus.

## Descobriment
La proteasa SENP5 va ser descoberta per Limin Gong i Edward T. H. Yeh del Departament de Cardiologia de Houston Health Science Center de la Universitat de Texas, juntament amb el M. D. Anderson Cancer Center, the Research Center for Cardiovascular Diseases, Brown Foundation Institute of Molecular Medicine for the Prevention of Human Diseases, l'any 2005.
El seu descobriment va donar lloc durant la realització d'una consulta per una cerca de seqüències TBLASTN, on es va fer ús d'una seqüència completa de la proteïna SENP1. Es tracta d'una forma de consultar una seqüència d'aminoàcids en vers una base de dades de seqüències de nucleòtids traduïts. En els resultats d'aquesta cerca, es van detectar tres clons positius i que, a més a més, eren homòlegs en l'extrem C-terminal en l'ADN clonat d'una placenta humana. Aquest ADN clonat contenia un marc de lectura obert de 2265 pb que codificava una proteïna de 755 aminoàcids. La proteïna codificada per aquell marc de lectura va rebre el nom de SENP5.
Posteriorment, el descobriment i nomenament de la proteasa va ser publicada l'11 d'abril de l'any 2006 en l'article Characterization of a Family of Nucleolar SUMO-specific Proteases with Preference for SUMO-2 or SUMO-3*, en la revista de Journal of Biological Chemistry.

## La importància de SENP5 durant la divisió cel·lular
Les modificacions de tipus SUMO (Small Ubiquitin related Modifier) estan relacionades amb la formació d'estructures subnuclears, la regulació de la transcripció i la reparació de DNA; entre d'altres. En mamífers hi ha quatre famílies de proteïnes SUMO: SUMO-1, -2, -3 i -4.
La SENP5 té activitat hidrolasa i isopeptidasa; ambdues necessàries per la divisió cel·lular. Estudis han demostrat que l'eliminació del SENP5 amb ARN interferent condueix a una disminució dràstica de la proliferació de les cèl·lules HeLa i l'aparició de moltes cèl·lules amb múltiples nuclis i/o amb nuclis multilobar, indicatius de defectes en la finalització de la mitosi i/o citocinesi. També s'ha vist que la disminució de SENP5 condueix a l'augment dramàtic de les proteïnes SUMOilades, donant a pensar que la des-SUMOilació de proteïnes concretes (mitjançant SENP5) és necessària per a l'arquitectura nuclear normal.
Els cicles ordenats de SUMilació i des-SUMOilació regulen el procés del cicle cel·lular, com la fosforil·lació i desfosforil·lació d'altres proteïnes que també hi intervenen (procés més conegut i estudiat). Per exemple:
- Hi ha dos components dels cossos PML, que són des-SUMOilats abans de la mitosi i re-SUMOilats al principi de la fase G1.[14]
- RamGAP1 SUMOilat és important per a que els cinetocors i els microtúbuls es puguin adherir durant la formació del fus acromàtic.[15]
- La modificació post-traduccional de l'enzim topoisomerasa II amb SUMO-2/-3 es dispara durant la metafase. Seguidament es dona una ràpida desconjugació en l'anafase.

Se suposa que la manca de des-SUMOilació d'aquestes i altres proteïnes en el moment adequat és el que condueix a defectes en la proliferació cel·lular.

## Aplicacions mèdiques de SENP5 contra el càncer
Com s'esmenta en l'apartat anterior, la SENP5 és essencial en la divisió cel·lular ja que, executa una funció important en la mitosi i/o citocinesi. Arrel d'aquests descobriments sobre la importància d'aquesta proteasa, es van obrir noves vies d'investigació sobre possibles aplicacions mèdiques de SENP5 contra el càncer.
Segons un estudi realitzat per l'Universitat de Fudan a la Xina, aquesta protesa es troba sobre-expressada en osteosarcomes, és a dir, en cèl·lules canceroses d'òs, el que inidica que l'increment de l'expressió de SENP5 està relacionat amb la carcinogènesis de l'osteosarcoma. Per tant, això podria significar que l'inhibició d'aquest enzim podria disminuir el creixement, proliferació, migració i invasió en cèl·lules canceroses, tal com es mostra en una altra recerca realitzada pel Departament de Cardiología del M.D. Anderson Cancer Center a Houston, Texas on es va estudiar com les SUMO proteases poden interrompre la SUMO homeostàsi i facilitar el desenvolupament i progrés del càncer.
Respecte a SENP5 com a possible diana terapèutica per lluitar contra el càncer, es sap que la inhibició de la proteasa podria disminuir el desenvolupament i creixement de cèl·lules tumorals en alguns càncers com el de mama, càncer d'òs o de pròstata. Però, tot i això, encara hi han moltes preguntes per resoldre respecte el paper exacte que juga SENP5 en el càncer com, per exemple, si hi ha un canvi de funció o localització en les SENPs de les cèl·lules canceroses o si combinacions d'aquestes poden estar alterades en l'inici i la progressió del càncer, etc. I, per tant, es seguirà investigant com a possible aplicació mèdica.